# ウルトラマンをつくった男たち 星の林に月の舟
『ウルトラマンをつくった男たち 星の林に月の舟』（ウルトラマンをつくったおとこたち ほしのはやしにつきのふね）は、1989年3月21日にTBS系列で放送されたテレビドラマ。123分。

## 概要
映画監督である実相寺昭雄の自伝『星の林に月の舟』を原作としており、特撮番組『ウルトラマン』製作当時の円谷プロダクションを舞台とした物語である。
TBSで演出家として活動していた吉良平治（実相寺に相当）が円谷プロに出向し、『ウルトラマン』の製作に携わっていた時期をドラマとして描いている。円谷英二との出会い、円谷プロダクションへの出向、『ウルトラマン』誕生と物語は進んでいく。そして、監督を任せられることになるが、独特の演出観のため、他のスタッフとの衝突を繰り返す。それでも、独自の美学にこだわり成長していく姿を描いていく。
メインとなるのは、『ウルトラマン』第35話「怪獣墓場」での「怪獣シーボーズが街に出現したときの街を破壊するのではなく空を恋しく思いふらふらする行動」、第34話「空の贈り物」での「ハヤタ隊員がベーターカプセルとカレースプーンを間違えてしまう」という演出である。
本作品は、『ウルトラマン』の監督だった樋口祐三がオフィス・ヘンミに「これを是非やりたい」と企画を提出して、オフィス・ヘンミと木下プロダクション、円谷プロダクションで共同制作された。当時はバブル経済による好景気であり、その予算は映画並であったという。
番組のラストでは、同年春公開の映画『ウルトラマン大会』の鑑賞券プレゼントの告知があった。

## あらすじ
昭和41年早春、TBS演出部でドラマの演出家をしていた吉良平治（三上）は、真夏のシーンで雪を降らせるという特異な演出を行ったことで、局宛てに視聴者から厳しい抗議が殺到する事態を起こし、上司の金子から厳しい叱責を喰らう。これ以外にも、過去に特異で視聴者が受け入れ難い演出を行っていたこと（歌番組で大物歌手の毛穴まで映し出すようなカメラアップを行ったなど）が局内で問題視されており、金子は遠回しに左遷を匂わせて吉良を罵倒する。
その夜、吉良の左遷の話を耳にした元演出部先輩の円谷一郎（三宅、TBSから父である円谷英二（西村）が興した円谷プロダクションに出向していた）は、傷心の彼を父である円谷英二が監督している特撮映画の撮影現場見学に誘う。吉良はそこで、現実顔負けの迫力やリアリティに度肝を抜かれ、そしてそれを生み出すスタッフたちの仕事ぶりに感動して、その世界観に魅了される。
そして一郎は、吉良を誘った真意を伝える。それは、現在TBSで放送中の円谷プロダクション制作の特撮番組『ウルトラQ』がまもなく終了すること、そしてその後継番組の企画が進んでいることであり、その制作を一緒にやらないかという話だった。
若干躊躇した吉良だったが、撮影現場での感動に加え、初対面の英二から件の「真夏の雪」の演出に一定の評価を貰う（吹雪にした方が視聴者に意図が伝わったのではないか、というアドバイスだった）など、自身と英二の演出に対する“こだわり”“美学”が身近にあると感じられたことを機に、円谷プロに出向して新番組『ウルトラマン』の制作に参加する。しかしそのために、交際中だった若手女優・幸子（国生）とは破局、という代償を支払うことになった。
特撮作品の演出という新たな現場に飛び込んだ吉良は、そこで最初は気づかなかった現場の過酷な現状を目の当たりにするとともに、現場スタッフとの価値観の衝突や自身の演出を巡る様々な確執を経験しながら、自身の持つべき「こだわり」、「美学」とは何か、そして演出家として進むべき道はどこかを掴み、演出家として大きく成長していくのであった。

## 出演者
- 吉良平治（映画監督 実相寺昭雄に該当[1]）：三上博史
- 戸倉則子（スクリプター 宍倉徳子に該当）：南果歩
- 円谷英二：西村晃
- 宮城哲夫（円谷プロ文芸部 金城哲夫に該当）：山口良一
- 円谷一郎（円谷英二の長男 円谷一に該当）：三宅裕司
- 黒川進（ハヤタ隊員役俳優 黒部進に該当）：円谷浩
- 桃井浩美（フジ隊員役女優 桜井浩子に該当）：実相寺吾子
- 二条達也（イデ隊員役俳優 二瓶正也に該当）：住田隆（ビシバシステム）
- 石田豆吉（アラシ隊員役俳優 石井伊吉に該当）：西田康人（ビシバシステム）
- 小柳昭三（ムラマツ・キャップ役俳優 小林昭二に該当）：藤波辰巳
- 池田（怪獣デザイン 成田亨に該当）：黒部進
- 飲み屋ひょうたんの親父：小林昭二
- 飯沢宏美（映画監督 飯島敏宏に該当）：石田純一
- 加納幸子：国生さゆり
- 川島（円谷プロ支配人 市川利明、末安昌美に該当）：仲本工事
- TBS演出部 金子課長：伊東四朗
- 山下（円谷プロ特撮助監督）：柳沢慎吾
- 村川（怪獣アクター）：毒蝮三太夫
- 高田（特技監督 高野宏一に該当）：大地康雄：第35話「怪獣墓場」での演出で吉良と衝突。劇中の人物描写は有川貞昌に近い。
- 和泉（音効技師）：高田純次
- 和泉の妻：友里千賀子
- 機電：赤木優
- ウルトラマンのスーツアクター・大島（俳優 古谷敏に該当）：京本政樹
- ウルトラマン役の声優（声優 中曽根雅夫に該当）：栗田貫一
- TBSプロデューサー 片山（同局プロデューサー 栫井巍に該当）：斉木しげる
- 円谷プロダクション本編助監督：アパッチけん
- TBS制作部：永島敏行
- 雑誌記者：泉谷しげる、小坂一也
- あけぼの荘の大家：原知佐子
- 東宝特技助監督：松山英太郎
- 東宝特技撮影班：加藤茂雄 ※クレジット表記なし
- 藤井一子、咲浜小百合、出光元、市川勇、打出親五　ほか

当初、円谷英二役には、オフィス・ヘンミと繋がりのあることから、『ゴジラ』の劇場公開以前の時期から東宝でヒットした映画作品に出演していた大物俳優が想定されていたが、出演を打診された大物俳優は「俺が円谷さん？イメージが違うだろう」と固辞し出演は流れた。そのため、オフィス・ヘンミが制作協力している関係から『水戸黄門』で水戸光圀を演じていた西村晃が起用された。西村は大喜びで円谷英二役を引き受けたという。

## スタッフ
- 企画：飯島敏宏（木下プロダクション）、逸見稔（オフィスヘンミ）、円谷皐（円谷プロダクション）、樋口祐三（TBS）
- 原作 監修：実相寺昭雄（大和書房刊）
- 脚本：佐々木守
- テーマ音楽：宮内国郎
- 音楽：田中公平
- 技術：本木明博
- カメラ：山崎秋夫
- VE：岩下保典
- 照明：倉本輝彦
- 音声：菅原正巳
- 効果：大鐘信慶
- 編集：新井孝夫
- 美術デザイン：石田道昭
- 美術制作：上野武義、平野裟一
- 大道具：三木憲一
- 小道具：中川昌平
- 持道具：赤松慶人
- 建具：マエヤマ
- 植木：アサヒ植木
- 電飾：古麿電設
- 衣装：片山信雄
- ヘアメイク：倉本〆子
- スチール：工藤勝彦
- 制作補：藤原幣吉
- 制作デスク：岡崎道徳
- 演出補：飯塚正彦
- 記録：岡田祐子
- 技術協力：東通
- スタジオ：緑山スタジオ・シティ、国際放映
- 制作協力：コダイ
- プロデューサー：中村和則（オフィスヘンミ）、満田かずほ（円谷プロダクション）、山本典助（TBS）
- 演出：山田高道
- 製作：オフィスヘンミ、木下プロダクション、円谷プロダクション、TBS

### 特撮スタッフ
- SFXスーパーバイザー：大木淳吉
- 特撮演出：小村浩一、樋口真嗣
- 撮影：中堀正夫
- 照明：牛場賢二
- 美術制作：林和久
- 美術デザイン：藤田泰男
- 操演：リバティハウス
- 火薬：大平火薬

## 受賞
- 第6回（1989年）ATP賞グランプリを受賞した。

## DVD
- 『ウルトラマンをつくった男たち 星の林に月の舟』2005年1月26日発売